# William Hesmer
William "Will" Hesmer (nació el 23 de noviembre de 1981 en Wilson, Carolina del Norte) es un exjugador profesional de fútbol de Estados Unidos.
Durante 2004 jugó solo 1 partido con Richmond Kickers de la A-League.

## Clubes
| Club                               | Temporada | MLS | MLS | MLS | MLS | MLS | Playoffs MLS | Playoffs MLS | Playoffs MLS | Playoffs MLS | Playoffs MLS |
| Club                               | Temporada | Jug | GR  | G   | P   | E   | Jug          | GR           | G            | P            | E            |
| ---------------------------------- | --------- | --- | --- | --- | --- | --- | ------------ | ------------ | ------------ | ------------ | ------------ |
| Kansas City Wizards Estados Unidos | 2004      | 0   | 0   | 0   | 0   | 0   | 0            | 0            | 0            | 0            | 0            |
| Kansas City Wizards Estados Unidos | 2005      | 0   | 0   | 0   | 0   | 0   | 0            | 0            | 0            | 0            | 0            |
| Kansas City Wizards Estados Unidos | 2006      | 3   | 4   | 1   | 2   | 0   | 0            | 0            | 0            | 0            | 0            |
| Kansas City Wizards Estados Unidos | Total     | 3   | 4   | 1   | 2   | 0   | 0            | 0            | 0            | 0            | 0            |
| Columbus Crew Estados Unidos       |           |     |     |     |     |     |              |              |              |              |              |
| 2007                               | 20        | 29  | 8   | 7   | 5   | 0   | 0            | 0            | 0            | 0            |              |
| 2008                               | 29        | 33  | 17  | 6   | 6   | 4   | 3            | 3            | 0            | 1            |              |
| 2009                               | 19        | 18  | 9   | 4   | 6   | 2   | 4            | 0            | 2            | 0            |              |
| 2010                               | 30        | 33  | 14  | 8   | 8   | 0   | 0            | 0            | 0            | 0            |              |
| 2011                               | 32        | 44  | 11  | 13  | 8   | 0   | 0            | 0            | 0            | 0            |              |
| Total                              | 130       | 157 | 59  | 38  | 33  | 6   | 7            | 3            | 2            | 1            |              |
| Total                              | Total     | 133 | 161 | 60  | 40  | 33  | 6            | 7            | 3            | 2            | 1            |

GR: Goles recibidos, G: Ganados, P: Perdidos, E:Empatados.

## Honores

### Columbus Crew
- Major League Soccer Cup (1): 2008
- Major League Soccer Supporter's Shield (2): 2008, 2009